# Weslley Barbosa
Weslley Pereira Nunes Barbosa (São José dos Campos, 25 de março de 2000), mais conhecido como Cigarro, é um jogador brasileiro de rúgbi. Revelado nas categorias de base do Jacareí Rugby e campeão brasileiro com a equipe paulista na modalidade Sevens. Na base, defende a Seleção Brasileira de Rugby XV e foi um dos convocados para o Mundial M20 de 2019.

## Jacarei Rugby
Weslley Barbosa começou a jogar rúgbi aos 15 anos pelo Jacareí Rugby e atualmente defende a equipe adulta e M20 da equipe. Fez sua estreia contra o Pasteur, no Campeonato Paulista 2018. Em fevereiro de 2019, sagrou-se Campeão Brasileiro de Sevens com os jacarés.

## Seleção Brasileira
Na Seleção Brasileira de base fez sua estreia em 2018 no Sul-Americano de Sevens M18, em Santiago, no Chile. Ainda em 2018, Weslley também disputou o Sul-Americano Challenge XV M18, em Assunção, no Paraguai. Em julho de 2019, disputou o World Rugby U20 Trophy, em São José dos Campos (SP)

## Títulos
Jacareí Rugby
- Campeonato Brasileiro 7's: 2018[2][7]